# Emploi vert

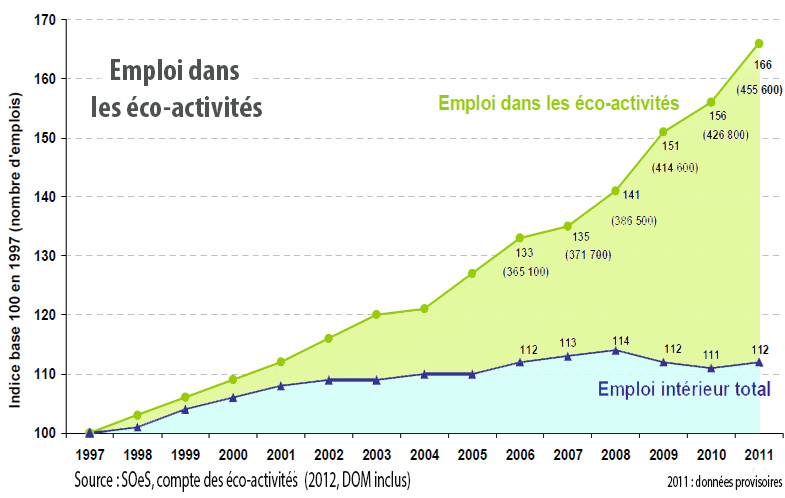
Les métiers de l'environnement offrent de plus en plus d'emplois, au service de la transition écologique et énergétique notamment
Courbe de l'emploi dans le domaine des éco-activités
(en France, d'après le SOeS)

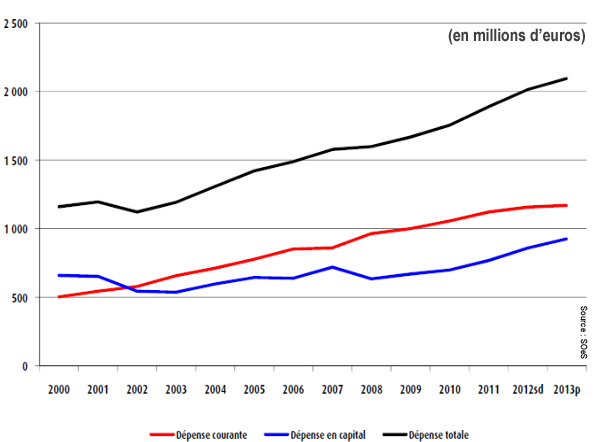
Évolution de l'investissement pour la protection de la biodiversité et des paysages en France (millions d'euros)
2,1 milliards d’euros ont été investis en 2013 dont 1 409 millions pour la biodiversité), soit +4 % par rapport à 2012 (à la suite de l'arrivée des agences de l’eau dans ce secteur

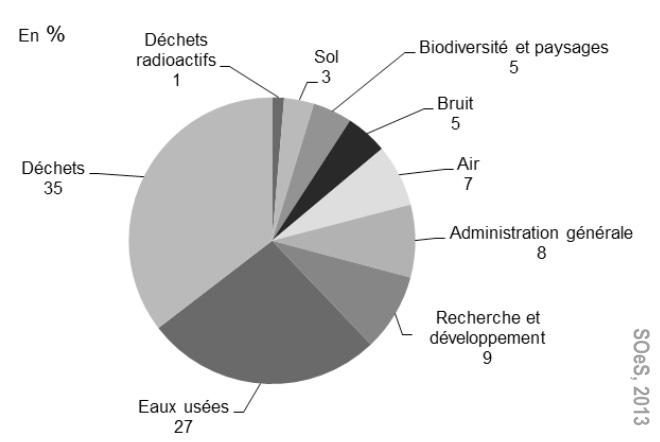
Répartition par secteur en 2013 en France des dépenses et investissements environnementaux, selon le SOeS (données 2013 à consolider) ;
Les collectivités locales sont les premiers pourvoyeurs d'empois verts. Le secteur des déchets et de la gestion et du traitement de l'eau dominent le secteur loin devant la biodiversité.
Rem : Ici, le coût de gestion des déchets radioactifs n'intègre pas le coût de démantèlement & retraitement du combustible irradié (civil, militaire ou venant de l’étranger)

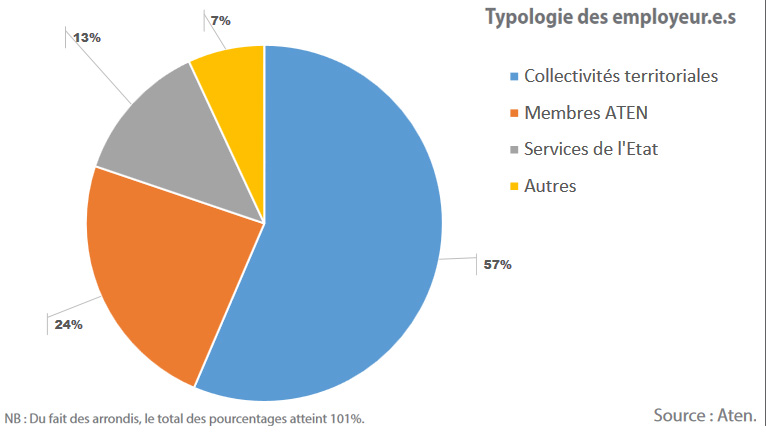
Typologie simplifiée des employeurs en France en 2013,

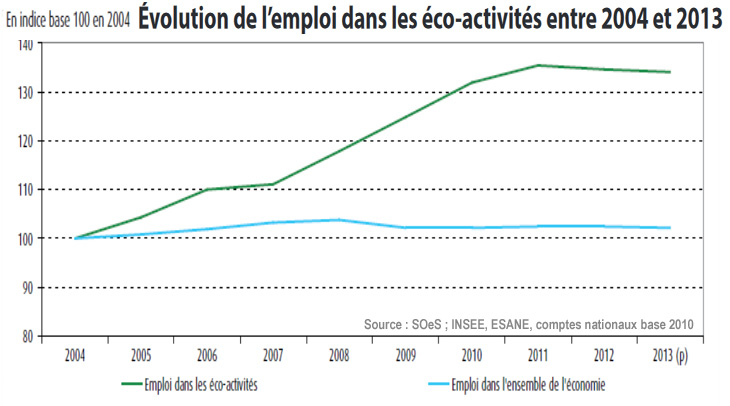
Évolution de l’emploi dans les éco-activités de 2004 à 2013 (SOeS)
Extraction d'un rapport du CESE (Conseil économique, social et environnemental) publié en 2016 et intitulé Contribution des "emplois de la biodiversité" à la transition écologique de 130 pages, paru en 2016 (Rapport complet, PDF)

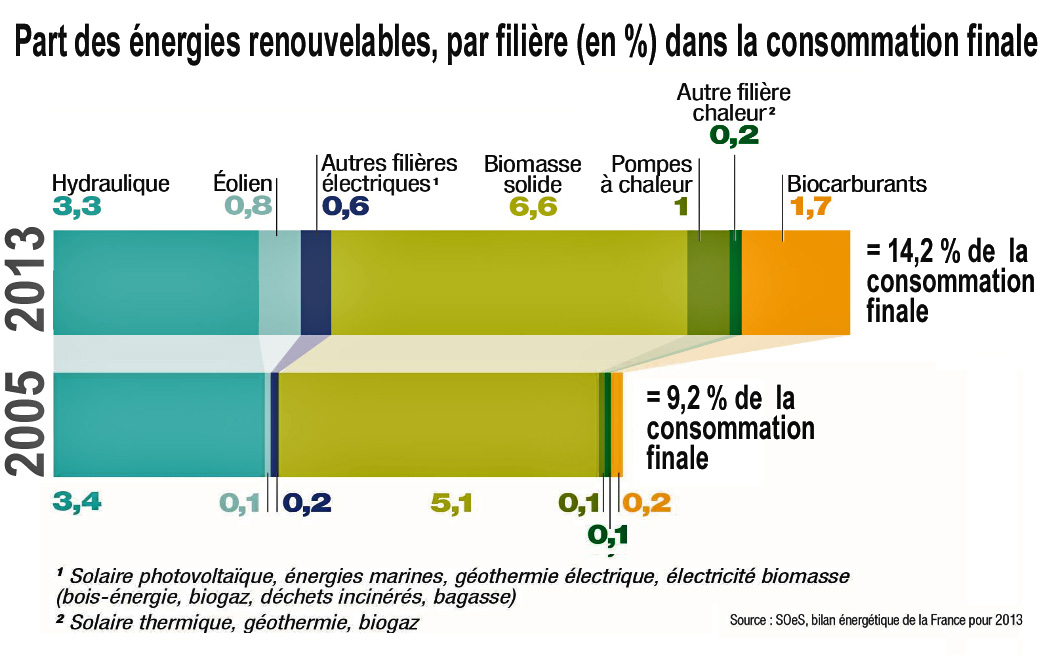
Les énergies renouvelables sont l'un des secteurs en plein développement, ici représentées par secteur en 2005 et 2013

Emploi-vert, métiers de l'environnement, éco-entreprise, écologue, filières vertes sont des concepts correspondant à de « nouveaux métiers », surtout apparus depuis les années 1990 alors que les préoccupations (et la terminologie) environnementales et du développement soutenable gagnaient l'économie, les administrations et le monde des entreprises et des services.

## Contexte d'émergence
Dans un monde de plus en plus globalisé, mais toujours plus dépendant des ressources naturelles souvent déjà surexploitées, et dans une perspective de dérèglement climatique l'environnement prend un poids croissant. 
Il apparait au travers des sondages ou de travaux tels que ceux - en France - du Grenelle de l'environnement (et de ses priorités en matière d'économies d'énergie, efficience énergétique, trame verte et bleue nationale) que la société civile, les acteurs politiques et économiques disent pouvoir, vouloir ou devoir s'adapter à cette nouvelle demande sociale, mais aussi à la nouvelle législation environnementale.
Depuis la prise de conscience, publiquement reconnue par les États (au sommet de la terre de Rio) des défis environnementaux qui se posent à l'humanité, la demande et l'offre en nouvelles qualifications environnementales ont ainsi progressé. 
Néanmoins ce secteur reste fragile (souvent moins solvable) et très hétérogène. Les logiques des grands groupes, des collectivités, des PME/PMI, ou de bureaux d'étude en environnement sont très différentes, avec des métiers ou activités réputées plus ou moins solvables ou "rentables" à court ou moyen terme.
Le verdissement des entreprises est depuis les années 1990 souvent affiché  à l'aune du développement durable, mais souvent sans clarifier les liens entre développement durable et emploi durable (et alors parfois qualifié de Greenwashing). 
Quelques types d'activité semblent en émergence : 
- activités de prévention et précaution ;
- activité d'entretien (seront elles pérennes? par exemple, un programme « zéro-déchets » pourrait faire perdre des emplois à la filière de traitement des déchets) ;
- activités de gestion, et de réparation (incluant la gestion restauratoire) et remise en état de l'environnement.

## Histoire
L'emploi en environnement s'est d'abord développé à partir d'évolution de métiers traditionnels ; 
- Récupération, tri, recyclage, compostage et enfouissement de déchets ;
- épuration et traitement des eaux usées ;
- jardinier des collectivités (parfois remplacés par des entreprises dites d'Espaces verts ;

...puis, dans le contexte du développement durable, des champs d'expertise ont basculé dans la gestion, protection, restauration ou évaluation de l'environnement ;
- droit de l'environnement ;
- gestion restauratoire, génie écologique ;
- caractérisation et décontamination des sols ;
- évaluation de la qualité de l'air, traitement de l'air pollué ;
- Énergie renouvelable | Cogénération[6].

La croissance de l'emploi dans le domaine de l'environnement est pour partie dépendante de la disponibilité en personnes qualifiées. Le secteur de la formation continue, avec notamment le CNFPT en France s'est donc aussi développé pour répondre aux besoins de nouvelle Gouvernance, de création et mise en œuvre d'Agenda 21 | Agenda 21 local ; de politiques d'Achats durables, d'études d'impacts, d'audit environnemental, d'écosociocertification, d'analyse du cycle de vie, d'écoconception, de bilan carbone, bilan des émissions de gaz à effet de serre, etc.
Les sciences de l'environnement biophysique et les sciences humaines et sociales sont de plus en plus conjointement sollicitées, avec parfois de nouvelles demandes (éthique environnementale, responsabilité sociale, appelées en renfort pour permettre les changements de comportements rendus nécessaire pour un développement soutenable.

## Aspects quantitatifs
Paradoxalement, le nombre d'emplois directement liés à la forêt est en forte diminution depuis plus d'un siècle (conséquence de la mécanisation et localement de la diminution ou disparition de la ressource), de même pour l'agriculture et la pêche (métiers pratiqués dans la nature). 
Le nombre de naturalistes professionnels spécialisés (biologistes, botanistes, taxonomistes, mycologues...) est également en diminution dans la plupart des pays riches, souvent à la suite de la fermeture des formations sur ces thèmes dans les universités, au profit de la biologie moléculaire ou des biotechnologies, en pleine expansion ; notamment dans les secteurs industriels. Il semble exister un besoin important de taxonomistes dans le monde. 
Des métiers tels qu'ingénieur écologue, rudologue, gestionnaire de milieux naturels, d'espaces verts sont également en expansion.
Les formations en sciences ont fourni des spécialistes et généralistes reconnus, mais également le travail de terrain (gestion et restauration d'habitats, évaluation environnementale...). Le manque de taxonomistes reste un frein (qualifié d'obstacle taxonomique par l'ONU) à la protection et gestion restauratoire de la biodiversité.

## Questions émergentes
La notion d'Emploi-Environnement s'est accompagnée de réflexions sur ;
- de nouveaux Référentiel de compétences, référentiels de métiers et de formation initiale et/ou continue ;
- l'internalisation des effets externes et en particulier des coûts environnementaux (principes victimes-payeurs ou pollueur-payeur ?) ;
- le financement de ces nouveaux emplois (rôle et potentialités des écotaxes ?..) ;
- les impacts du degré de concurrence (activités hors marché ou marché privés) pour une cible (l'environnement) de plus en plus considéré comme un bien public, rendant un service environnemental ;
- le degré de "performance" (et donc de qualification) de ces métiers au sens de l'« économie classique » est également questionné (dans quelle mesure l'environnement, bien que reconnu comme bien commun est-il l'un des éléments de performance ou de compétitivité, et/ou de création d'emplois par le marché) ;
- Faut-il travailler à partir de la demande ou plutôt à partir du véritable besoin (ex : la santé environnementale est un besoin unanimement reconnu, mais peu "solvable" ; sans taxes ou écotaxes dédiées, qui finance ces emplois et investissements ?)...

## En France
Il existe en France une Commission des comptes et de l'économie de l'Environnement (CCEE), qui valide (sur  proposition des ministères et services concernés) un « compte satellite de la comptabilité nationale » (qui présente de données économiques pour un domaine spécifique non-défini dans les comptes nationaux. Cette commission réalise des études complémentaires de données nationales, par exemple en comparant l'« agrégat de dépense de protection 
de  l’environnement » au PIB. Elle peut s'appuyer sur des données complémentaires, des groupes techniques et des experts du domaine, produire des stimulation en termes de prospective, de qualité ; faire évoluer les études et les méthodologies, etc.
Les objectifs du Grenelle de l'environnement de 2007 et les lois qui l'ont suivi nécessitent pour leur bonne application un énorme effort de recrutement et formation, impliquant notamment la coopération du CNFPT, de l'IFORE, des CIFP et des DREALs pour former les cadres et techniciens des administrations et collectivités. Les maisons de l'emploi sont également mobilisées et les outils privés de formation professionnelle pour le secteur des entreprises. L'éducation nationale, les universités pouvant également contribue à cet effort.
De juin 2008 à mi-2009, 3 maisons de l'emploi (Bayonne-Pays basque, Lille et Nancy) ont été "pilote" pour tester des plans d'actions visant à combler l'écart entre les compétences nécessaires et celles disponibles pour appliquer le Grenelle de l'environnement, sur la base d'un diagnostic territorial des besoins de formation et recrutement (maçons, menuisiers, charpentiers, couvreurs, chauffagistes, peintres, plaquistes, électriciens et énergéticiens formés aux aspects HQE de leur métier) sur leur territoire dans le secteur du bâtiment.
Les chiffres d'affaires du bâtiment devraient croître de 20 % à condition que les métiers évoluent vers des éco-techniques et comportements plus respectueux de l'environnement et de la santé. Mais selon l'agence, l'offre en formation reste insuffisante de même que la coordination de toutes les parties prenantes. Parmi les solutions proposées fin 2009 : kits d'informations pour les créateurs d'entreprises, journées de sensibilisation, formation de formateurs, sensibilisation des représentants des entreprises, repérage affiné des besoins en recrutement et formation liés aux départs en retraite et au Grenelle. Une expérimentation plus étendue doit se faire en 2009-2010 avec les maisons de l'emploi de Bordeaux, du Pays Ouest Creusois, Dunkerque, Lyon ou encore du Cotentin.

### Emplois-environnement en France auXXIesiècle
Selon les statistiques de l'ADEME, les secteurs de l'efficacité énergétique et des énergies renouvelables ont malgré la crise conservé leur potentiel d'emplois et un chiffre d'affaires croissant, avec en 2009 260 000 emplois directs (contre 203 720 en 2006, et une projection pouvant atteindre 294 240 emplois en 2009). 
Le marché intérieur et les exportations de biens et services ont dans ce même secteur dépassé les 50 milliards d'euros en 2008, soit une croissance de 28 % par rapport 2006 et 57 milliards d'euros espérés en 2009 en dépit de la crise économique.
Les besoins sont au moins aussi importants pour la trame verte et bleue, qui devrait s'étendre via les schémas de cohérence écologique sur plus de 36 000 communes dans les années à venir, avec d'importants besoins de génie écologique pour la construction d'écoducs, la gestion restauratoire de ce réseau écologique, mais dans ce domaine les financements sont moins faciles à trouver.
De 2004 à 2012, le nombre d’emplois dans les éco-activités a augmenté de près de 36 %, soit à un rythme annuel moyen de 3,9 % très supérieur à celui de  l’ensemble  de  l’économie (0,3 %). En 2012, ils représentent « 1,8%  de l’emploi intérieur total ». En 2011 ce seraient ainsi près d'un million d'emplois créés en France voir l'infographie p 71/135

## En Europe
La nomenclature européenne des activités et dépenses de protection de l’environnement, parfois retenue pour classer les « emplois verts » (ou CEPA pour « classification of environmental protection activities » est la suivante :
- Cepa 1 : Protection de l'air ambiant et du climat ;
- Cepa 2 : Gestion des eaux usées ;
- Cepa 3 : Gestion des déchets ;
- Cepa 4 : Protection  et  assainissement du sol, des eaux souterraines et des eaux superficielles ;
- Cepa 5 : Lutte contre le bruit et les vibrations ;
- Cepa 6 : Protection de la biodiversité et des paysages ;
- Cepa 7 : Protection contre les radiations ;
- Cepa 8 : Recherche et développement dans le domaine de l’environnement ;
- Cepa 9 : Autres activités de protection de l’environnement.

Un Observatoire européen des métiers verts étudie les tâches, savoirs et compétences recherchées par le marché. Disponible dans plusieurs langues européennes, il dispose aussi d'un serveur emploi destiné aux demandeurs d'emploi.
Un travail est également en cours (2009 -2010) sur le potentiel des filières vertes industrielles ou agroindustrielles.